# Бойд, Захари
Захари Бойд (англ. Zachary Boyd; 1585, Айршир —1653) — шотландский духовный писатель

, поэт, проповедник, педагог, меценат.

## Биография
Обучался в университете Глазго, затем отправился в Сомюр во Франции, где учился в академии. В 1611 году стал профессором.
В 1630-х — 1640-х годах был преподавателем, деканом, ректором и проректором университета Глазго. Умеренный роялист. Поначалу не хотел подписываться под Национальным ковенантом в 1638 году, но со временем сделал это. В октябре 1648 года встречался с Оливером Кромвелем.
Был плодовитым поэтом. При жизни З. Бойда были напечатаны три сборника стихов «Сад Сиона» (1644) — двухтомный труд, в котором в стихотворной форме изложены притчи про Иова, Экклезиаста, Песнь Соломона и другие песни Ветхого Завета.
Талантливый проповедник. Автор других религиозных произведений.
Меценат. Завещал университету Глазго щедрое наследство на покрытие расходов на строительство новых университетских зданий, и меньшую сумму на ежегодное содержание трех студентов. В 1630 году передал сумму для строительства библиотеки, а также свою библиотеку и большую коллекцию рукописей неопубликованных проповедей и стихов.